# Внутренние гравитационные волны

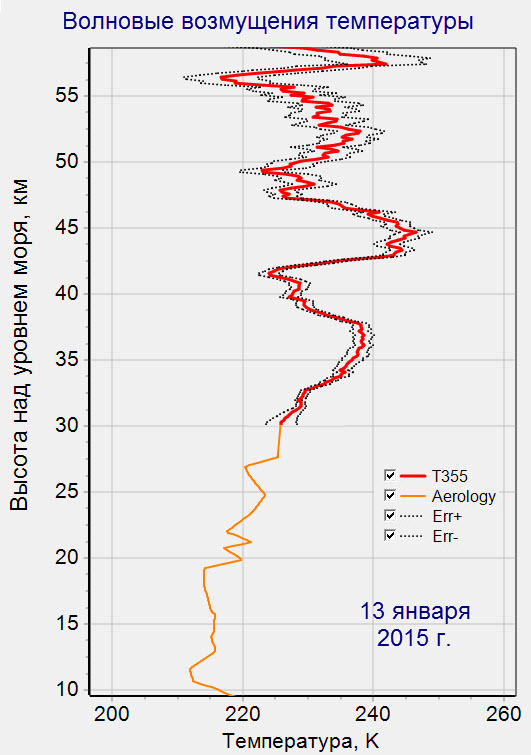
Сильное волновое возмущение температуры 13 января 2015 г. над Обнинском. Ниже 30 км - данные аэрологии (оранжевая линия), выше 30 км - данные лидарного зондирования.

Внẏтренние гравитациỏнные вỏлны (ВГВ) или инерцио́нно-гравитацио́нные во́лны (ИГВ) — одна из форм колебательных движений, которые существуют в атмосфере как упругой среде. Термин «гравитационные» в названии данного типа волн указывает на то, что сила тяжести является одним из факторов, определяющих существование ВГВ.

## Механизм образования
Возникновение ВГВ происходит орографически, например, при обтекании горных массивов ветровыми потоками, при струйных течениях и т. д.. Подобные процессы генерируют широкий спектр волн. При распространении вверх амплитуды волн экспоненциально растут из-за уменьшения молекулярной плотности воздуха. Рост продолжается до тех пор, пока температурные вариации dT/dh, вызываемые ВГВ, не становятся больше адиабатического градиента температуры. Начиная с этого момента ВГВ усиливают турбулентную диффузию, которая предотвращает дальнейший рост амплитуды. При этом ВГВ разрушаются, отдавая избыток энергии «среднему» движению воздушного потока.

## Характеристики
Определение параметров ВГВ, обычно, из данных лидарного зондирования проводится как визуально, так и с использованием методов статистического (как правило Wavelet-) анализа. Согласно проведенным исследованиям, фазовая скорость ВГВ лежит в интервале 0.02-0.71 м, причем наиболее часто встречающиеся значения составляют 0.1-0.3 м, вертикальная длина волны находится в интервале 3-20 км; а период колебаний составляет 5-27 ч.

## Область применения
Для оценки интенсивности волновых возмущений используется высотный профиль плотности потенциальной энергии ВГВ, который, как правило, вычисляют используя температуру по данным лидарного зондирования. Некоторые глобальные климатические модели с высоким разрешением используют эти данные для определения источника волн, изучения распространения и диссипации волн, а также для учёта передачи энергии в верхнюю стратосферу и нижнюю мезосферу. Согласно, высотный профиль плотности потенциальной энергии ВГВ определяется по формуле:
{\displaystyle E_{p}\left(h\right)\ =0.5\left({\frac {g^{2}(h)}{N^{2}(h)}}\right)\left({\frac {\bar {\Delta {T^{2}(h)}}}{T_{0}(h)}}\right)}
где h — высота над уровнем моря; g(h) — ускорение свободного падения; N(h) — частота Брента-Вяйсяля; {\displaystyle {\bar {\Delta {T^{2}(h)}}}} — среднеквадратичная величина температурных флуктуаций; T0(h) — средний температурный профиль. Частота Брента-Вяйсяля определяется формулой:
{\displaystyle N^{2}(h)={\frac {g}{T_{0}}}\left({\frac {\delta {T_{0}}}{\delta {h}}}+{\frac {g}{c_{p}}}\right)}
где сp — теплоёмкость воздуха при постоянном давлении; производная dT0/dh находится из лидарных измерений путём дифференцирования сплайна, описывающего гладкую часть спектра.